# مائوهی
در تاهیتی و جزایر مجاور، اصطلاح مائوهی 
(به تاهیتیایی: Mā’ohi) به ریشه‌ها و نیاکان بومیان پلینزیایی‌تبار اشاره دارد.
این اصطلاح همچنین می‌تواند در مورد هویّت مردمان عادی از گروه یاد شده، نیز به کار رود، همان‌طور که واژه مائوری در بین بومیان نیوزلند یا جزایر کوک، به عنوان واژه ای که، هویّت خود را با آن توصیف می‌کنند مورد پذیرش قرار گرفنه است. به‌طور مثال عبارت ته آئو مائوهی 
(به تاهیتیایی: Te Ao Maohi) به معنای -دنیای مائوهی - که اسکار ته مارو آن را ابداع شده است، نمونه ای از کاربرد این واژه مفهومی را نشان می‌دهد.

## فرهنگ مائوهی

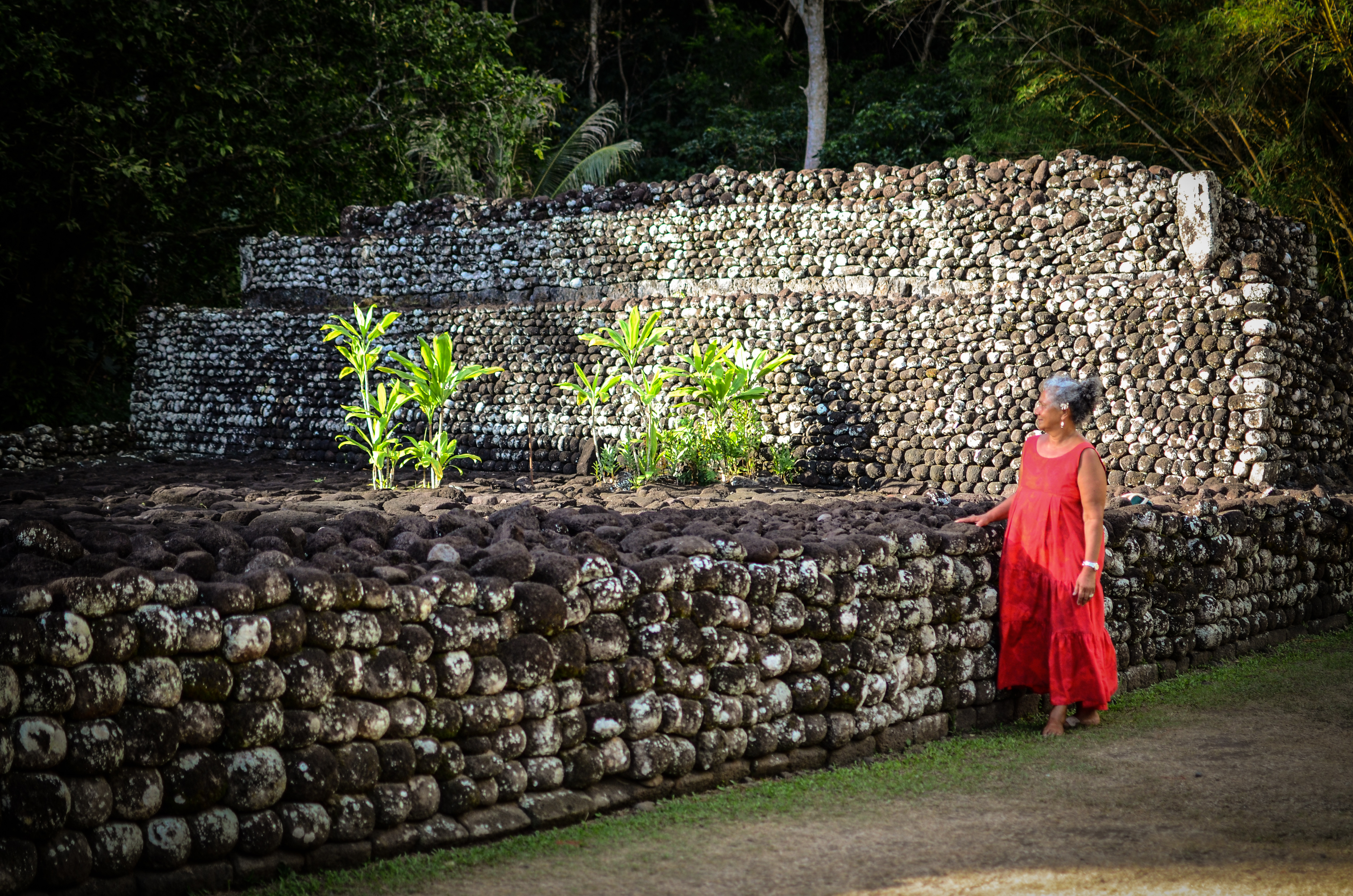
مارائه آراهوراهو، یکی از مارائه‌های باستانی در تاهیتی

فرهنگ مائوهی (به فرانسوی: La Culture Maohi) یک جنبش فرهنگی از مردم تاهیتیایی (مائوهی) است، برای کشف و بازسازی فرهنگ بومی خود، پس از استعمار فرانسوی‌ها در اواسط قرن نوزدهم. بیشتر سنت‌های فرهنگی مائوهی به دلیل استعمار از بین رفت، تأثیرات فرهنگ‌های متنوع جزایر همسایه مانند مارکیز، آسترل و جزایر کوک به بازسازی فرهنگ تاهیتی پس از دوران استعمار کمک کرد. بازتفسیر سنت‌هایی مانند هنر و رقص و همچنین بازسازی مارائه‌های باستانی نقش مهمی در بازآفرینی هویت فرهنگی مردمان تاهیتی ایفا کرد. تا قبل از دهه ۱۹۵۰ بازسازی این سنت‌ها به دلیل کمبود دانش در مورد فرهنگ تاهیتی آغاز نشده بود.فرهنگ مائوهی راهی برای است سیاستمداران تاهیتی برای افزایش آگاهی از گذشته فرهنگی و همچنین خلق و هویت برای آینده تاهیتی.

### رقص

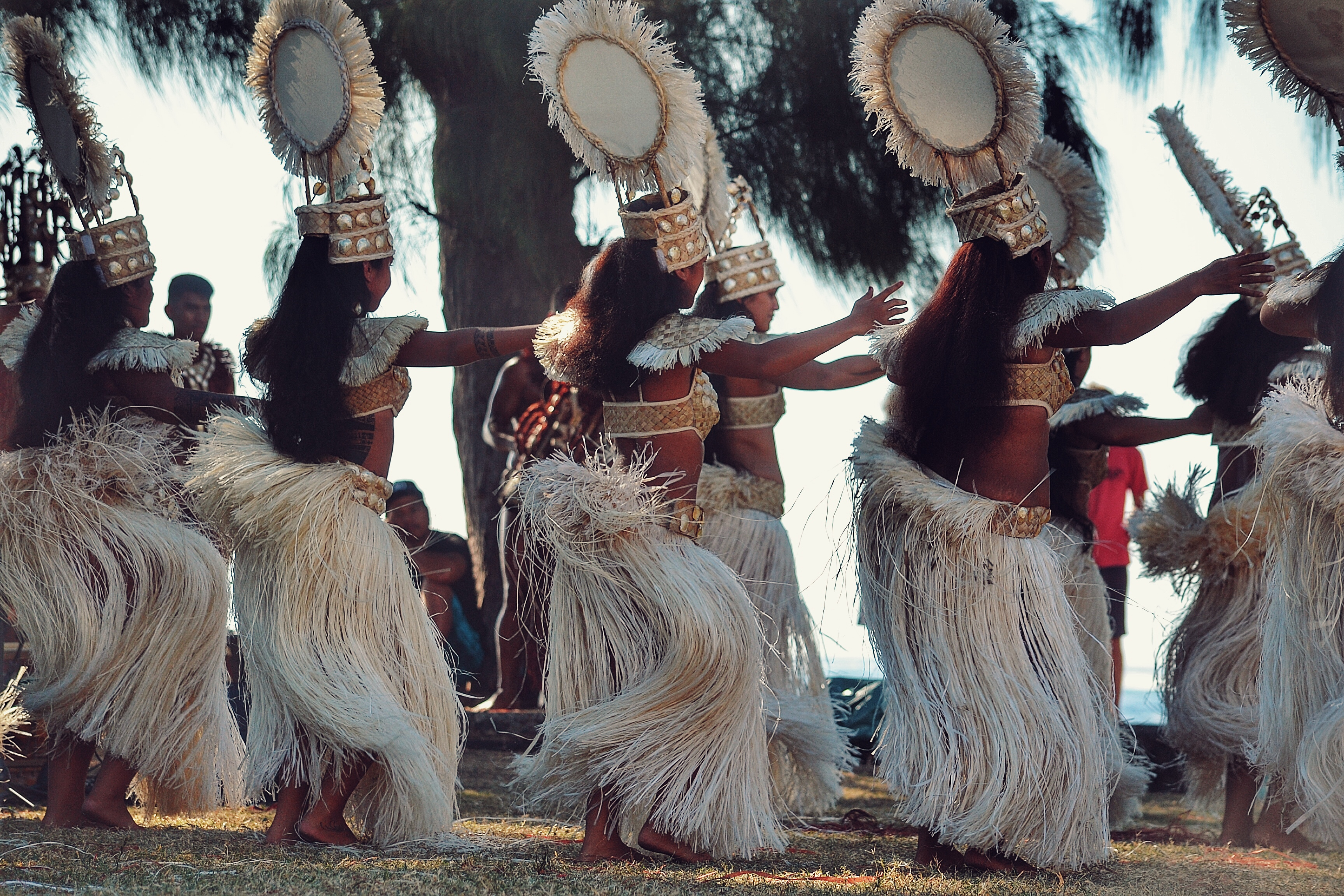
رقصندگان رقص سنتی تاهیتی.

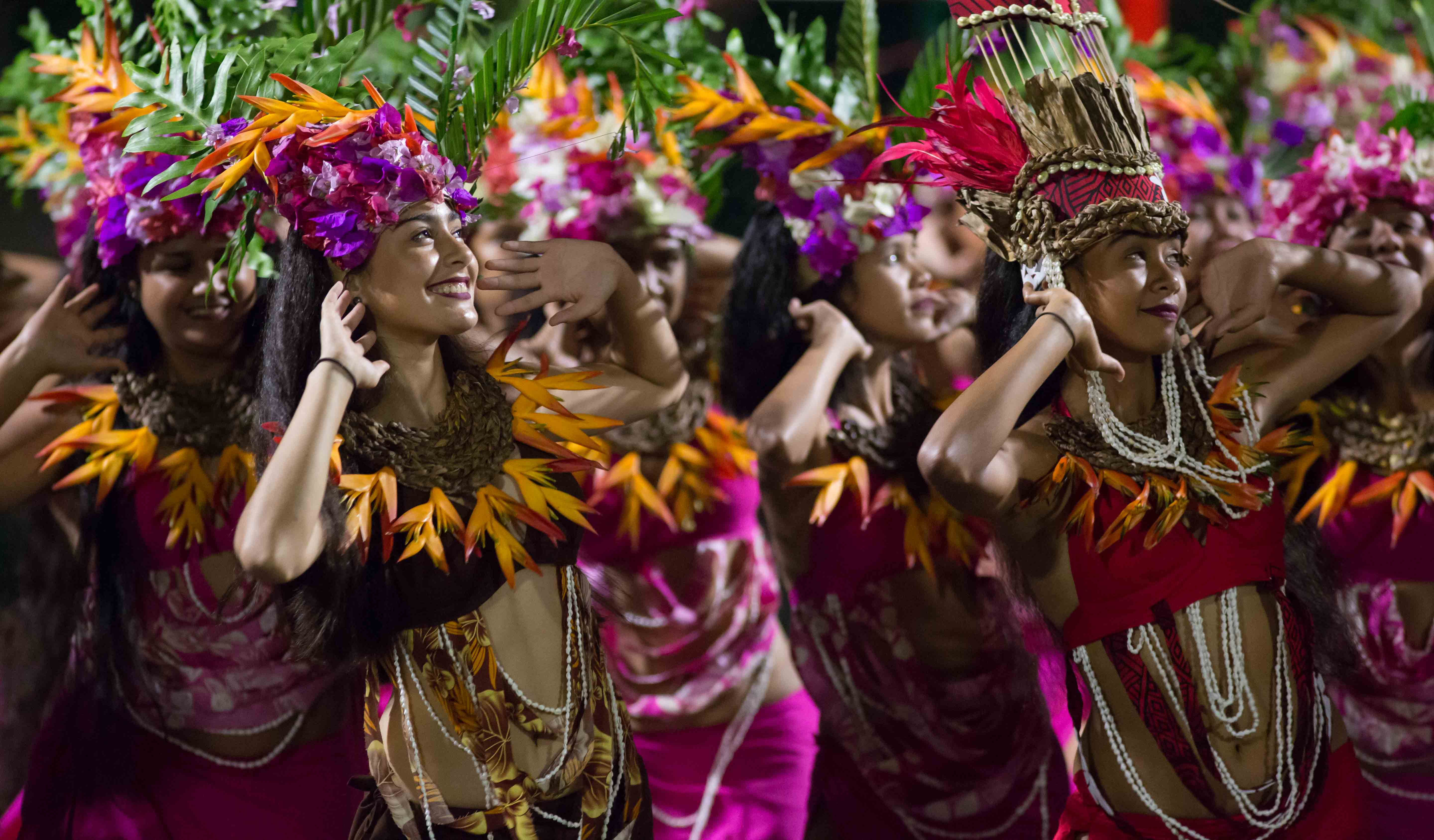
جشنواره هیوا در سال ۲۰۱۸.

رقص سنتی یکی از قطعات فرهنگ مائوهی بود که به دلیل استعمار فرانسوی‌ها ماهیت خود را از دست داده است. بازسازی‌های تاریخی رقص‌ها، پوشش رقصنده‌ها و سرودها باید انجام می‌پذیرفت، زیرا هیچ راه عملی برای دانستن اینکه خلاقیت‌های اصیل این هنر چگونه آغاز می‌شوند، وجود نداشت.هیوا یک رویداد سالانه رقص سنتی است که در دهه ۱۹۵۰ به عنوان راهی برای بازگرداندن رقص سنتی تاهیتی به فرهنگ تاهیتی آغاز شد.

### خالکوبی
خالکوبی در تاهیتی به نمادی پذیرفته شده از فرهنگ مائوهی تبدیل شده است. خالکوبی هم نشان دهنده تعهد به هویت فرهنگی تاهیتیایی است و هم دارای جنبه تزئینی است. جوانان و علی‌الخصوص آنهایی که درگیر جنبه‌های دیگر فرهنگ تاهیتی مانند رقص هستند، اکثراً دارای خالکوبی هستند. خالکوبی در جزایر دیگری که به عنوان مثلث پلی‌نزی شناخته می‌شوند، نیز وجود دارد.